# Икабьинское сельское поселение
Икабьинское се́льское поселе́ние — муниципальное образование в Каларском районе Забайкальского края Российской Федерации.
Административный центр — посёлок железнодорожной станции Икабья.
24 июля 2020 года упразднено в связи с преобразованием Каларского муниципального района в муниципальный округ.

## История
Статус и границы сельского поселения установлены Законом Читинской области от 19 мая 2004 года «Об установлении границ, наименований вновь образованных муниципальных образований и наделении их статусом сельского, городского поселения в Читинской области».

## Население
| 2010 | 2011 | 2012 | 2013 | 2014 | 2015 | 2016 |
| ---- | ---- | ---- | ---- | ---- | ---- | ---- |
| 505  | ↘502 | →502 | ↘470 | ↘463 | ↘462 | →462 |
| 2017 | 2018 | 2019 | 2020 |      |      |      |
| ↘426 | ↘398 | ↘376 | ↘354 |      |      |      |

## Состав сельского поселения
| № | Населённый пункт | Тип населённого пункта                                  | Население |
| - | ---------------- | ------------------------------------------------------- | --------- |
| 1 | Икабья           | посёлок железнодорожной станции, административный центр | ↗362      |